# Renin-angiotenzin-aldosteronski sistem
Renin-angiotenzin-aldosteronski sistem, krajšava RAAS, (tudi samo renin-angiotenzinski sistem) je biokemični sistem s povratno zvezo, ki je udeležen v homeostazi arterijskega tlaka in zunajceličnega natrija. Vključuje renin, angiotenzinogen, angiotenzin I, angiotenzin II, ki je močen vazokonstriktor, ter aldosteron, ki uravnava reabsorpcijo natrijevih ionov in sekrecijo kalijevih ter vodikovih ionov v distalnih delih ledvičnih cevk.

## Opis in učinki
Sistemski stimulus za aktivacijo RAAS je padec krvnega tlaka in koncentracije natrijevih ionov v distalnih
tubulih ledvic. RAS deluje sinergistično s simpatičnim živčevjem. Renin je aktivna katalitična molekula, ki se sprošča iz ledvične skorje, natančneje iz jukstaglomerularnega aparata ledvic, in je glavni iniciator sistema RAAS. Do 90 % se ga sprosti v predobliki kot prorenin in le manjšina kot renin. Sproščanje renina iz ledvic je natančno uravnavano s številnimi mehanizmi, ki se med seboj dopolnjujejo ali si nasprotujejo in ob fizioloških pogojih se koncentracije renina in prorenina v plazmi le malo spreminjajo. Renin cepi angiotenzinogen, ki se sintetizira v jetrih, v angiotenzin I, ki ga nato angiotenzin pretvarjajoči encim (ACE) pretvori v angiotenzin II. ACE je membransko vezan encim na površini različnih celic, v plazmi pa se nahaja tudi v topni obliki, ki naj bi predstavljala le očistek membransko vezane ACE. Učinki angiotenzina II so najbolje raziskani ob vezavi na angiotenzinski receptor I (AT I) in angiotenzinski receptor II (AT II).
Angiotenzinska receptorja I in II sta vezana na celične membrane in sklopljena z beljakovino G. Vezava angiotenzina II na AT I povzroči:
- splošno vazokonstrikcijo, zlasti močno izraženo v eferentnih arteriolah v ledvicah,
- povečano sproščanje noradrenalina iz simpatičnih živčnih končičev, kar dodatno ojača vazokonstrikcijo in pospeši srčni utrip ter poveča moč srčne kontrakcije,
- spodbujanje reabsorpcije natrijevih ionov iz proksimalnih tubulov,
- sproščanje aldosterona iz skorje nadledvične žleze,
- celično rast v levem srčnem prekatu in v arterijskih stenah.

Vezava angiotenzina II na AT II pa vodi v vazodilatacijo, zmanjšanje hipertrofije srčne mišice in žilne stene in do neke mere deluje kot protiutež vezavi na AT I, hkrati pa kaže, da ima vlogo fetalni razvoj.
Zadnji hormon RAAS je mineralokortikoidni hormon aldosteron, ki se sintetizira iz holesterola v nadledvičnicah v sosledju encimskih reakcij. Aldosteron je glavni regulator prostornine zunajcelične tekočine in elektrolitskega ravnovesja. Na njegovo sproščanje vplivajo predvsem angiotenzin II, serumski kalij in adrenokortikotropni hormon (ACTH), atrijski natriuretični peptid (ANP) in dušikov oksid pa delujeta kot naravna zaviralca njegove sekrecije. Najbolj poznan mehanizem delovanja aldosterona je preko mineralokortikoidnih receptorjev (MR) in aktivacije transkripcijskih faktorjev, npr. za natrijeve kanalčke v distalnem tubulu ter s tem zadrževanje natrija in vode. Prekomerno sproščanje aldosterona privede do različnih patofizioloških mehanizmov, ki vodijo v arterijsko hipertenzijo, srčno popuščanje in aterosklerozo.

## Zaviranje z učinkovinami
Renin-angiotenzin-aldosteronski sistem se lahko z učinkovinami zavira na štirih stopnjah:
- sproščanje renina – določene učinkovine zavirajo sproščanje renina, na primer antagonisti betaadrenergičnih receptorjev, vendar ne gre za klinično pomemben mehanizem,
- aktivnost renina – dločene učinkovine delujejo kot zaviralci renina, na primer enalkiren, vendar se ne uporabljajo v terapiji, saj njihovo delovanje na povišan krvni tlak ni dovolj učinkovito,
- angiotenzin pretvarjajoči encim (ACE) – zaviralci angiotenzin pretvarjajočega encima, na primer kaptopril, enalapril, se široko uporabljajo v terapiji za zdravljenje povišanega krvnega tlaka, srčnega popuščanja in nekaterih drugih srčno-žilnih bolezni,
- angiotenzinski receptorji tipa II – zaviralci angiotenzina II, na primer losartan, so novejša skupina antihipertenzijskih učinkovin.